# Phyllomys thomasi
Phyllomys thomasi је врста глодара из породице Echimyidae. 

## Распрострањење
Ареал врсте је ограничен на једну државу. Бразил је једино познато природно станиште врсте.

## Станиште
Станиште врсте су шуме. 

## Угроженост
Ова врста се сматра угроженом.